# Груж
Груж (итал. Gravosa) је једна од градских четврти града Дубровника, у Хрватској.
Груж је стамбено и пословно насеље изграђено у неколико фаза од раног 13. века и још увек се гради. Састоји се од породичних кућа, стамбених зграда и солитера, те бројних пословних зграда.

## Географски положај
Груж се, у односу са Стари град и центар Дубровника, налази 2 км западно на јужним падинама брда Срђ, изнад грушког залива.
Обухвата предео града од рта Кантафиг на западу до превлаке за полуострво Лапад и Илијине главице на истоку, те од Јадранске магистрале на северу до обале залива поморске луке Груж на југу.

## Настанак и развој
Груж је био прво веће насеље ван зидина Старог града у чијем је заливу дубровачка властела за време Дубровачке републике градила своје виле и летниковце. Градња лепо уређених кућа започела је у 13. веку, а експанзију је доживела у раном 16. веку. Ту је у средњем веку постојала православна црква Св. Петке. Развојем града развијао се и Груж па је с временом постајао стамбено, пословно, индустријско и трговачко средиште Дубровника у којем су била теретно путничка лука и железничка станица и све дубровачке фабрике.

## Називи насеља
Груж је подијељен у неколико насеља:
- Кантафиг
- ТУП
- Грушка обала
- Нунцијата
- Шипчине
- Небодери

## Привреда
Груж је економски и пословни центар града Дубровника. У њему су смештена седишта бројних фирми, конзулат Уједињеног Краљевства, лука Груж са везовима за путничке трајекте, мегакрузере и јахте, путничке агенције, мењачнице, највећа дубровачка пијаца, робне куће Срђ и Минчета, саобраћајна, лучка и погранична полиција, међународни гранични прелаз и царинска испостава у луци Груж, аутобуска станица, базен ватерполо клуба Југ, хотели Berkeley са четири и Петка са три звездице, перивоји са игралиштима за децу итд.
У Гружу су такође биле сештене све дубровачке предратне фабрике: 
- Дубравка - фабрика боја и лакова,
- Радељевић - фабрика за производњу уља,
- ТУП - фабрика угљенографитних производа, које су за време и после рата 1992. затворене и престале са производњом.

## Саобраћај
Груж је са осталим деловима града повезан аутобусним линијама 1 (Пиле-АЦИ Марина Дубровник), 1А (Пиле-Мокошица), 1Б (Пиле-Нова Мокошица), 1Ц (Пиле-Наш дом), 3 (Пиле-Нунцијата), 7А (Кантафиг-хотел Палас), 7Б (Кантафиг-Дубрава Бабин Кук), 8 (Кантафиг-Викторија) саобраћајног предузећа Либертас.

## Спорт
- ВК Југ - Ватерполо клуб, вишеструки освајач ватерполо првенства Југославије, Хрватске и победник Европске Лиге шампиона у ватерполу.
- ПК Југ - Пливачки клуб.
- НК ГОШК Дубровник - Фудбалски клуб.